# Temporada 1979-80 de los Detroit Pistons
La temporada 1979-80 fue la trigésimo segunda de los Pistons en la NBA, y la vigesimotercera en su localización de Detroit, Míchigan. La temporada regular acabaron con 16 victorias y 66 derrotas, ocupando la undécima y última posición de la Conferencia Este, no logrando clasificarse para los playoffs.

## Elecciones en elDraft
| Ronda | Puesto | Jugador      | Posición  | Nacionalidad   | Universidad    |
| ----- | ------ | ------------ | --------- | -------------- | -------------- |
| 1     | 4      | Greg Kelser  | Alero     | Estados Unidos | Michigan State |
| 1     | 10     | Roy Hamilton | Base      | Estados Unidos | UCLA           |
| 1     | 15     | Phil Hubbard | Ala-Pívot | Estados Unidos | Michigan       |
| 3     | 48     | Terry Duerod | Escolta   | Estados Unidos | Detroit        |

## Temporada regular
| División Central    | División Central | División Central | División Central | División Central | División Central | División Central | División Central | División Central |
| Equipo              | G                | P                | %                | PD               | Casa             | Fuera            | Div              |                  |
| ------------------- | ---------------- | ---------------- | ---------------- | ---------------- | ---------------- | ---------------- | ---------------- | ---------------- |
| y-Atlanta Hawks     | 50               | 32               | .610             | –                | 32–9             | 18–23            | 21–9             |                  |
| x-Houston Rockets   | 41               | 41               | .500             | 9                | 29–12            | 12–29            | 20–10            |                  |
| x-San Antonio Spurs | 41               | 41               | .500             | 9                | 27–14            | 14–27            | 14–16            |                  |
| Cleveland Cavaliers | 37               | 45               | .451             | 13               | 28–13            | 9–32             | 16–14            |                  |
| Indiana Pacers      | 37               | 45               | .451             | 13               | 26–15            | 11–30            | 15–15            |                  |
| Detroit Pistons     | 16               | 66               | .195             | 34               | 13–28            | 3–38             | 4–26             |                  |

## Estadísticas
| Rk | Jugador         | Edad | P  | PT | MP   | TC  | TCI  | %TC  | T3  | T3I | %T3  | TL  | TLI | %TL  | RO  | RD  | RT   | AS  | RB  | TAP | BP  | FP  | PTS  |
| -- | --------------- | ---- | -- | -- | ---- | --- | ---- | ---- | --- | --- | ---- | --- | --- | ---- | --- | --- | ---- | --- | --- | --- | --- | --- | ---- |
| 1  | Bob Lanier      | 31   | 37 |    | 37.6 | 8.6 | 15.8 | .546 | 0.0 | 0.1 | .000 | 4.4 | 5.7 | .781 | 2.9 | 7.2 | 10.1 | 3.3 | 1.0 | 1.6 | 3.1 | 3.5 | 21.7 |
| 2  | Bob McAdoo      | 28   | 58 |    | 36.2 | 8.5 | 17.7 | .480 | 0.1 | 0.4 | .125 | 4.1 | 5.6 | .730 | 1.7 | 6.3 | 8.1  | 3.4 | 1.3 | 1.1 | 4.1 | 3.1 | 21.1 |
| 3  | John Long       | 23   | 69 |    | 34.3 | 8.5 | 16.9 | .505 | 0.0 | 0.2 | .083 | 2.3 | 2.8 | .825 | 2.2 | 2.7 | 4.9  | 3.0 | 1.9 | 0.4 | 3.0 | 3.2 | 19.4 |
| 4  | Terry Tyler     | 23   | 82 |    | 32.6 | 5.2 | 11.3 | .465 | 0.0 | 0.1 | .167 | 1.7 | 2.3 | .765 | 2.8 | 4.9 | 7.6  | 1.6 | 1.3 | 2.7 | 2.1 | 2.9 | 12.3 |
| 5  | Kent Benson     | 25   | 17 |    | 29.5 | 5.1 | 11.0 | .460 | 0.1 | 0.2 | .250 | 1.9 | 2.6 | .750 | 1.8 | 5.3 | 7.1  | 3.0 | 1.1 | 1.1 | 3.0 | 4.0 | 12.1 |
| 6  | Jim McElroy     | 26   | 36 |    | 28.1 | 4.5 | 9.9  | .455 | 0.1 | 0.4 | .214 | 2.6 | 3.3 | .798 | 0.3 | 1.1 | 1.4  | 4.5 | 0.7 | 0.4 | 2.4 | 2.2 | 11.7 |
| 7  | Eric Money      | 24   | 55 |    | 26.7 | 4.7 | 9.3  | .508 | 0.0 | 0.0 |      | 1.5 | 1.9 | .779 | 0.5 | 1.3 | 1.8  | 4.3 | 1.0 | 0.2 | 2.6 | 2.5 | 10.9 |
| 8  | Ron Lee         | 27   | 31 |    | 25.9 | 2.7 | 6.9  | .393 | 0.7 | 1.8 | .393 | 1.1 | 1.7 | .660 | 0.9 | 2.0 | 2.9  | 5.6 | 2.7 | 0.4 | 2.2 | 3.5 | 7.3  |
| 9  | Leon Douglas    | 25   | 70 |    | 25.5 | 3.2 | 6.5  | .486 | 0.0 | 0.0 | .000 | 1.8 | 2.6 | .676 | 2.4 | 4.7 | 7.2  | 1.7 | 0.4 | 0.9 | 1.8 | 3.6 | 8.1  |
| 10 | John Shumate    | 27   | 9  |    | 25.3 | 3.9 | 7.2  | .538 | 0.0 | 0.0 |      | 1.9 | 2.8 | .680 | 2.0 | 5.8 | 7.8  | 1.0 | 1.0 | 0.6 | 1.6 | 1.8 | 9.7  |
| 11 | Greg Kelser     | 22   | 50 |    | 24.7 | 5.6 | 11.9 | .472 | 0.1 | 0.3 | .200 | 2.9 | 4.1 | .719 | 2.5 | 3.0 | 5.5  | 2.2 | 1.2 | 0.7 | 2.8 | 3.5 | 14.2 |
| 12 | Terry Duerod    | 23   | 67 |    | 19.9 | 4.2 | 8.9  | .472 | 0.2 | 0.8 | .283 | 0.7 | 1.0 | .682 | 0.4 | 1.0 | 1.5  | 1.7 | 0.6 | 0.2 | 1.2 | 1.5 | 9.3  |
| 13 | Phil Hubbard    | 23   | 64 |    | 18.6 | 3.3 | 7.0  | .466 | 0.0 | 0.0 | .000 | 2.6 | 3.4 | .750 | 1.8 | 3.2 | 5.0  | 1.1 | 0.8 | 0.2 | 1.9 | 3.2 | 9.1  |
| 14 | Steve Malovic   | 23   | 10 |    | 16.2 | 0.8 | 2.5  | .320 | 0.0 | 0.0 |      | 1.0 | 1.4 | .714 | 0.9 | 1.9 | 2.8  | 1.4 | 0.2 | 0.5 | 0.9 | 1.6 | 2.6  |
| 15 | Roy Hamilton    | 22   | 72 |    | 15.5 | 1.6 | 4.0  | .401 | 0.0 | 0.0 | .000 | 1.4 | 2.1 | .687 | 0.6 | 0.9 | 1.5  | 2.7 | 0.7 | 0.1 | 1.6 | 1.1 | 4.6  |
| 16 | Earl Evans      | 24   | 36 |    | 10.6 | 1.8 | 3.9  | .450 | 0.2 | 0.5 | .389 | 0.7 | 1.2 | .571 | 0.7 | 1.4 | 2.1  | 1.0 | 0.4 | 0.0 | 1.0 | 1.8 | 4.4  |
| 17 | Jackie Robinson | 24   | 7  |    | 7.3  | 1.3 | 2.4  | .529 | 0.0 | 0.1 | .000 | 1.3 | 1.6 | .818 | 0.4 | 0.3 | 0.7  | 0.0 | 0.4 | 0.4 | 0.3 | 1.1 | 3.9  |